# USS Greenfish (SS-351)
Za druga plovila z istim imenom glejte USS Greenfish.
USS Greenfish (SS-351) je bila jurišna podmornica razreda balao v sestavi Vojne mornarice Združenih držav Amerike.
Podmornico so leta 1973 prodali Braziliji, kjer so jo preimenovali v Amazonas (S-16).